# Вановский сельсовет
Вановский сельсовет — сельское поселение в Моршанском районе Тамбовской области Российской Федерации.
Административный центр — село Ваново.

## История
Статус и границы сельского поселения установлены Законом Тамбовской области от 17 сентября 2004 года № 232-З «Об установлении границ и определении места нахождения представительных органов муниципальных образований в Тамбовской области».

## Население
| 2010 | 2012 | 2013 | 2014 | 2015 | 2016 | 2017 |
| ---- | ---- | ---- | ---- | ---- | ---- | ---- |
| 606  | ↘574 | ↘543 | ↘509 | ↘476 | ↘462 | ↘460 |
| 2018 | 2019 | 2020 | 2021 |      |      |      |
| ↘453 | ↘433 | ↘416 | ↗431 |      |      |      |

## Состав сельского поселения
| № | Населённый пункт | Тип населённого пункта       | Население |
| - | ---------------- | ---------------------------- | --------- |
| 1 | Ваново           | село, административный центр | ↗431      |